# Суб-П'ятре
Суб-П'ятре (рум. Sub Piatră) — село у повіті Алба в Румунії. Входить до складу комуни Селчуа.
Село розташоване на відстані 298 км на північний захід від Бухареста, 35 км на північ від Алба-Юлії, 44 км на південь від Клуж-Напоки.

## Населення
За даними перепису населення 2002 року у селі проживали 180 осіб, усі — румуни. Усі жителі села рідною мовою назвали румунську.